# بوب ويل (مجدف)
بوب ويل (بالإنجليزية: Bob Will)‏ هو مجدف أمريكي، ولد في 20 أبريل 1925 في سياتل في الولايات المتحدة.

## وصلات خارجية
- بوب ويل على موقع الاتحاد الدولي للتجديف (الإنجليزية)
- بوب ويل على موقع اللجنة الأولمبية الدولية (الإنجليزية)
- بوب ويل على موقع أوليمبيديا (الإنجليزية)